# Поль Кагаме
Поль Кагаме (фр. Paul Kagame; нар. 23 жовтня 1957) — президент Республіки Руанда, засновник Руандійського патріотичного фронту, колишній майор угандійської військової розвідки. Виходець з народності тутсі, яка є етнічною меншиною у Руанді.

## Життєпис
Зіграв вирішальну роль у припиненні геноциду у Руанді. У 1959 році під час гонінь на тутсі батьки емігрували до Уганди з дворічним Полем. Зура Карухімбі стверджувала, що в 1959 році врятувала життя дворічного хлопчика тутсі, прив'язавши намистинки зі свого намиста до його волосся, щоб він був схожий на дівчинку і уникнув страти хуту. Зура Карухімбі заявила, що цей хлопчик виріс і став президентом Руанди Полем Кагаме.
У 1979 році вступив до лав повстанської Армії національного опору (НРА), яка у 1985 році захопила владу в країні. У той рік Поль Кагаме створив Руандійський патріотичний фронт із тутсі — бійців НРА. У 1990 і 1991 роках зробив дві безуспішні спроби вторгнутися до рідної Руанди. У 1994 році очолюваний ним РПФ припинив геноцид у Руанді, і Поль Кагаме став віце-президентом Республіки Руанда і міністром оборони. У 1998 році він активно підтримав повстанців Руху за Конголезьку демократію (РКД) у сусідній Демократичній республіці Конго. У 2000 році обраний президентом Республіки Руанда. Позиціонує себе як руандійського патріота. Деякі аналітики називають його проамериканським тираном. Його правління супроводжувалося порушеннями прав людини. Кагаме використовує законодавство часів геноциду для боротьби з опозицією. За час свого першого терміну Кагаме домігся подвоєння ВВП країни. Держава активно залучає іноземних інвесторів, розвиває інформаційні технології та альтернативну енергетику. Країни-учасниці Східноафриканської співтовариства з ініціативи Кагаме підписали договір про спільний ринок. Кагаме також домігся певних успіхів у боротьбі з корупцією — за оцінками Transparency International, рівень корупції в Руанді найнижчий у Східній Африці. Кагаме називає Сінгапур і Південну Корею, як приклад держав, на досвід яких він орієнтується.
Кагаме брав участь у президентських виборах 9 серпня 2010. Незадовго до виборів Кагаме пообіцяв, що вибори будуть вільними. Однак три інших допущених до виборів кандидати представляють партії, які підтримують Кагаме. Крім того, у країні відбувалися вбивства опозиційних політиків і журналістів. Колишній спікер парламенту Жозеф Себарензі відмовився вважати ці вибори вільними, оскільки, за його словами, всі зареєстровані кандидати є друзями Кагаме, а відомі опозиційні політики перебувають у в'язницях чи не мають права брати участь у виборах. За першими попередніми даними, Кагаме отримав 92,8 % голосів після підрахунку голосів у 11 з 30 округів і, таким чином, залишився президентом. За остаточними даними, Кагаме отримав 4 638 530 (93,08 %) голосів проти 256 488 (5,15 %) у найближчого конкурента, Жана Дамаса Нтавукурірайо.
Кагаме одружений, має чотирьох дітей.